# Ernst & Young Tower
Der Ernst & Young Tower ist ein hohes Bürogebäude in Calgary, Alberta, Kanada. Das Gebäude befindet sich an der 440 2 Avenue SW, in der Innenstadt. Es erreicht eine Höhe von 101,9 Metern und verfügt über 23 Stockwerke. Das Gebäude wurde in zweijähriger Bauzeit zwischen 1998 und 2000 errichtet. Entworfen wurde das Gebäude von WZMH Architects in Kooperation mit Gibbs Gage Architects. Das moderne Haus wurde postmodern entworfen und zeichnet sich durch viel Granit- und Glasbereichen aus. Neben Büros befinden sich Einkaufsgelegenheiten im Erdgeschoss. Darüber hinaus verfügt das Gebäude über 277 Parkplätze in der Tiefgarage. Zu den größten Mietern des Gebäudes gehören Gibson Energy, Ernst & Young und Macquaire. Das Gebäude wird von dem internationalen kanadischen Immobilienunternehmen Oxford Properties Group betrieben.